# Алмали (Таскалинський район)
Алмали́ (каз. Алмалы) — село у складі Таскалинського району Західноказахстанської області Казахстану. Входить до складу Казахстанського сільського округу.
У радянські часи село називалось Кірово.
Населення — 37 осіб (2021; 57 у 2009, 125 у 1999, 175 у 1989).